# Gare de Saltatojo
Gare de Saltatojo vasútállomás Franciaországban, Furiani településen.

## Vasútvonalak
Az állomást az alábbi vasútvonalak érintik:
- Bastia-Ajaccio-vasútvonal

## Kapcsolódó állomások
A vasútállomáshoz az alábbi állomások vannak a legközelebb:
- Gare de Furiani
- Gare de Ceppe